# Bljesak gama-zračenja
Bljesak, izboj ili provala gama-zračenja je snažni bljesak gama zračenja koji je u svezi s krajnjim energijskim eksplozijama uočenim u udaljenim galaksijama. Izvangalaksijski bljeskovi gama-zračenja otkriveni su u nedavnoj prošlosti, 1967. godine. Ovi fenomeni pokazuju varijabilne svetlosne krivulje na kratkim vremenskim lestvicama, dok im je spektar netermički. Ovi su objekti najzagonetniji i najtajnovitiji objekti u poznatom Svemiru. Budući da su u spektru gama-zraka, ljudsko ih oko ne vidi, pa se posmatraju posebnim preciznim astronomskim uređajima. Prosečno se uoči tri bljeska dnevno. Količina tog zračenja toliko je velika da će Sunce istu količinu proizvesti tek tokom 10 milijardi godina sjaja, a toliko se predviđa da će biti Sunčev vek postojanja.
Izmereno je da jedan ovakav izboj u samo nekoliko sekundi proizvode 1044 Džula energije, a prostor iz kojega se oslobodi tolika energija prečnika je tek nekoliko desetina kilometara. Ovo su najsnažnije eksplozije za koje se zna u poznatom Svemiru.
Mogu trajati od nekoliko desetana milisekundi do nekoliko minuta. U kratke se ubrajaju bljeskovi od nekoliko ms do nekoliko 100 s. Vrlo su intenzivni, energije između 100 keV i 1 MeV. Po pravilu ga prati zračenje većih talasnih dužina (X-zračenje, ultraljubičasto, optičko, infracrveno, mikrotalasno i radiozračenje) opaženo na duljim vremenskim skalama. Zbog ovog naknadnog zračenja (engl. afterglow) dužih talasnih duljina – u X, vidljivom i radio području, određena je 1997. udaljenost bljeskova gama zračenja. Rečeno naknadno zračenje dolazi posle promptnog gama-zračenja na dužim vremenskim lestvicama. Budući da su crte u spektru naknadnog zraćenja visokog crvenog pomaka, to ukazuje da se bljeskovi gama-zračenja nalaze u udaljenim galaksijama.
Kratki bljeskovi gama-zračenja traju dve sekunde ili manje i nastaju u sudaru neutronskih zvezda, dugi koji traju oko minuta nastaju eksplozijom velikih zvezda, čime nastaju crne jame, dok krajnje dugi bljeskovi nastaju verojatno u istom procesu ali od puno većih zvezda.
Na Božić 2010. NASA-in svemirski teleskop Swift je snimio bljesak tela GRB 101225A koji je trajao duže od pola sata. Telo GRB 101225A udaljeno je oko 5 i po milijardi svetlosnih godina. Ovaj je GRB pokazao drukčije osobine od ostalih. Dok je kod običnih GRB-ova zračenje posledica sudara hladnog mlaza materije sa međuzvezdanim gasom, spektar GRB 101225A imao je snažne karakteristike toplotnog zračenja. Objašnjenje izračunato preko simulacija superračunara bilo je da je GRB 101225A nastao u binarnom sistemu zvezda spajanjem neutronske zvezde sa helijumskim jezgrom zvezde-diva. Naučnici su zaključili da je neutronska zvezda ušla u zvezdu-diva, poremetila je čime je ova izgubila skoro sav vodonični omotač. Kraj kretanja neutronske zvezde bilo je dramatično stapanjem sa helijumskim jezgrom koje je pokrenulo eksploziju ogromnih razmera.
Najduži ikad bljesak gama-zraka trajao je vrlo dugo, čak 7 sati i najduži je u savremenoj istoriji. Verojatno je nastao u eksploziji plavog superdiva. Uočili su ga astronomi sa univerzitetu Vorvik u Engleskoj, koji su već ranije otkrili dosad nepoznate dugotrajne bljeskove gama zračenja. Od 2010. i 2012. otkrili su tri takva bljeska gama zraka, dok je GRB 111209A iz aprila 2013. bio najduži.
Ovolika količina emitovanih gama-zraka povezuje se sa egzotičnim svemirskim objektima poput eksplodirajućih zvezda (supernova), neutronskih zvezda, crnih jama i kvazara, s obzirom na to da ovi visokoenergijski procesi uključuju i visokoenergijsko zračenje. Navedeni mogući izvori sami po sebi nisu dovoljni da bi nastao jedan ovakav veliki energijski bljesak. Da bi se ovo dogodilo, moraju postojati posebni odnosi. Još nije u potpunosti objašnjen mehanizam kako nastaje ova ognjena kugla. Većina teorija uključuje kolaps binarnog sistema neutronskih zvezda.
Međunarodni tim naučnika kolaboracije MAGIC (Major Atmospheric Gamma-ray Imaging Cherenkov), u članku koji je objavio časopis Science, izvestila je o snažnom bljesku visokoenergijskog gama-zračenja iz galaksije IC 310. Izmerena je do sad najbrža vremenska promenu zračenja u relativističkom mlazu jedne supermasivne crne rupe, što ima za posledicu da je mnogo manje područje u kojem se stvara gama-zračenje nego što se dosad smatralo.
Pri tom promatranju (MAGIC-ovi teleskopi i teleskopi Evropske mreže radioteleskopa – VLBI, European VLBI Network) uočen je izuzetno ravan mlaz plazme. Ishodište mu je neposredno u blizini supermasivne crne rupe koja se nalazi u središtu galaksije. Budući da bljesak gama-zračenja treperi na vremenskoj lestvici manjoj od pet minuta, to ukazuje da zračenje potiče iz područja manjeg od događajnog horizonta crne rupe. Ovo što su naučnici otkrili potpora je tezi da gama-zraci nastaju zbog čestica koje su ubrzane snažnim električnim poljima u vrlo uskom području blizu crne rupe. Ovako je nešto očekivano blizu brzorotirajućih crnih rupa koje radiomlazove napajaju smanjivanjem svoje rotacijske energije.
Naučnici na osnovu dosadašnjih spoznaja veruju da u središtima galaksija postoje supermasivne crne rupe. Masa im je od milion pa do nekoliko milijarci masa Sunca, što je slučaj i kod posmatrane galaksije IC 310, koja je u skupu galaksija Perzej, udaljena 260 miliona svetlosnih godina. Već od pre ta je galaksija bila poznata po dugačkom snažnom radiomlazu. Snaga emisije tolika je da je kao zračenje deset milijarda zvezda. Radiomlaz izlazi iz središta te galaksije, ali izvor tog mlaza bio je zagonetka decenijama. Mlaz nastaje u izuzetno kompaktnom središnjem delu galaksije.
Posle 1997. određeno je više od dvesta crvenih pomaka za izboje gama-zračenja, srednje vrednosti z ~ 2, maksimuma od z ~ 9,2 što odgovara starosti Svemira od 540 . Naučnici su kombinovali varijabilnosti na kratkim vremenskim skalama i ogromne energije. Kombinovanjem su zaključili da su provale gama-zračenja u svezi s kataklizmičkim događajima koji vode na formaciju kompaktnog objekta, najverojatnije akrecijske crne rupe. Tvrdnja da emisija zračenja dolazi iz relativističkog mlaza koji potiče iz kompaktnog izvora nalazi dodatno uporište u opažanju gama-zraka iznad praga za produkciju parova osigurava dodatni dokaz da emisija zračenja dolazi iz relativističkog mlaza. Ova zračenja u području visokih energija (GeV) prate satelit Fermi te u novije vreme teleskopi MAGIC i CTA.

## Literatura
- Abbott, B.;  . (2008). „Search for Gravitational Waves Associated with 39 Gamma-Ray Bursts Using Data from the Second, Third, and Fourth LIGO Runs”. Physical Review D. 77 (6): 062004. Bibcode:2008PhRvD..77f2004A. arXiv:0709.0766 . doi:10.1103/PhysRevD.77.062004.
- Abdo, A.A.;  . (2009). „Fermi Observations of High-Energy Gamma-Ray Emission from GRB 080916C”. Science. 323 (5922): 1688—93. Bibcode:2009Sci...323.1688A. PMID 19228997. doi:10.1126/science.1169101.
- Akerlof, C.;  . (1999). „Observation of contemporaneous optical radiation from a gamma-ray burst”. Nature. 398 (3): 400—402. Bibcode:1999Natur.398..400A. arXiv:astro-ph/9903271 . doi:10.1038/18837.
- Akerlof, C.;  . (2003). „The ROTSE-III Robotic Telescope System”. Publications of the Astronomical Society of the Pacific. 115 (803): 132—140. Bibcode:2003PASP..115..132A. arXiv:astro-ph/0210238 . doi:10.1086/345490.
- Atwood, W.B.; Fermi/LAT Collaboration (2009). „The Large Area Telescope on the Fermi Gamma-ray Space Telescope Mission”. The Astrophysical Journal. 697 (2): 1071—1102. Bibcode:2009ApJ...697.1071A. arXiv:0902.1089 . doi:10.1088/0004-637X/697/2/1071.
- Ball, J.A. (1995). „Gamma-Ray Bursts: The ETI Hypothesis”. The Astrophysical Journal.
- Barthelmy, S.D.;  . (2005). „The Burst Alert Telescope (BAT) on the SWIFT Midex Mission”. Space Science Reviews. 120 (3–4): 143—164. Bibcode:2005SSRv..120..143B. arXiv:astro-ph/0507410 . doi:10.1007/s11214-005-5096-3.
- Berger, E.;  . (2007). „Galaxy Clusters Associated with Short GRBs. I. The Fields of GRBs 050709, 050724, 050911, and 051221a”. Astrophysical Journal. 660 (1): 496—503. Bibcode:2007ApJ...660..496B. arXiv:astro-ph/0608498 . doi:10.1086/512664.
- Blinnikov, S.;  . (1984). „Exploding Neutron Stars in Close Binaries”. Soviet Astronomy Letters. 10: 177. Bibcode:1984SvAL...10..177B. arXiv:1808.05287 .
- Bloom, J.S.;  . (2006). „Closing in on a Short-Hard Burst Progenitor: Constraints from Early-Time Optical Imaging and Spectroscopy of a Possible Host Galaxy of GRB 050509b”. Astrophysical Journal. 638 (1): 354—368. Bibcode:2006ApJ...638..354B. arXiv:astro-ph/0505480 . doi:10.1086/498107.
- Bloom, J.S.;  . (2009). „Observations of the Naked-Eye GRB 080319B: Implications of Nature's Brightest Explosion”. Astrophysical Journal. 691 (1): 723—737. Bibcode:2009ApJ...691..723B. arXiv:0803.3215 . doi:10.1088/0004-637X/691/1/723.
- Bloom, J. S.;  . (2011). „A Possible Relativistic Jetted Outburst from a Massive Black Hole Fed by a Tidally Disrupted Star”. Science. 333 (6039): 203—6. Bibcode:2011Sci...333..203B. PMID 21680812. arXiv:1104.3257 . doi:10.1126/science.1207150.
- Burrows, D.N.;  . (2006). „Jet Breaks in Short Gamma-Ray Bursts. II. The Collimated Afterglow of GRB 051221A”. Astrophysical Journal. 653 (1): 468—473. Bibcode:2006ApJ...653..468B. arXiv:astro-ph/0604320 . doi:10.1086/508740.
- Cline, D.B. (1996). „Primordial black-hole evaporation and the quark–gluon phase transition”. Nuclear Physics A. 610: 500. Bibcode:1996NuPhA.610..500C. doi:10.1016/S0375-9474(96)00383-1.
- Chattopadhyay, T.;  . (2007). „Statistical Evidence for Three Classes of Gamma-Ray Bursts”. Astrophysical Journal. 667 (2): 1017—1023. Bibcode:2007ApJ...667.1017C. arXiv:0705.4020 . doi:10.1086/520317.
- Ejzak, L.M.;  . (2007). „Terrestrial Consequences of Spectral and Temporal Variability in Ionizing Photon Events”. Astrophysical Journal. 654 (1): 373—384. Bibcode:2007ApJ...654..373E. arXiv:astro-ph/0604556 . doi:10.1086/509106.
- Fan, Y.; Piran, T. (2006). „Gamma-ray burst efficiency and possible physical processes shaping the early afterglow”. Monthly Notices of the Royal Astronomical Society. 369 (1): 197—206. Bibcode:2006MNRAS.369..197F. arXiv:astro-ph/0601054 . doi:10.1111/j.1365-2966.2006.10280.x.
- Fishman, C.J.; Meegan, C.A. (1995). „Gamma-Ray Bursts”. Annual Review of Astronomy and Astrophysics. 33: 415—458. Bibcode:1995ARA&A..33..415F. doi:10.1146/annurev.aa.33.090195.002215.
- Fishman, G.J. (1995). „Gamma-Ray Bursts: An Overview”. NASA. Приступљено 12. 10. 2007.
- Frail, D.A.;  . (2001). „Beaming in Gamma-Ray Bursts: Evidence for a Standard Energy Reservoir”. Astrophysical Journal Letters. 562 (1): L557—L558. Bibcode:2001ApJ...562L..55F. arXiv:astro-ph/0102282 . doi:10.1086/338119.
- Frail, D.A.;  . (2000). „A 450 Day Light Curve of the Radio Afterglow of GRB 970508: Fireball Calorimetry”. Astrophysical Journal. 537 (7): 191—204. Bibcode:2000ApJ...537..191F. CiteSeerX 10.1.1.316.9937 . arXiv:astro-ph/9910319 . doi:10.1086/309024.
- Frederiks, D.;  . (2008). „GRB 051103 and GRB 070201 as Giant Flares from SGRs in Nearby Galaxies”.  Ур.: Galassi; Palmer; Fenimore. American Institute of Physics Conference Series. 1000. стр. 271—275. Bibcode:2008AIPC.1000..271F. doi:10.1063/1.2943461.
- Frontera, F.; Piro, L. (1998). Proceedings of Gamma-Ray Bursts in the Afterglow Era. Astronomy and Astrophysics Supplement Series. Архивирано из оригинала 8. 8. 2006. г.
- Galama, T.J.;  . (1998). „An unusual supernova in the error box of the gamma-ray burst of 25 April 1998”. Nature. 395 (6703): 670—672. Bibcode:1998Natur.395..670G. arXiv:astro-ph/9806175 . doi:10.1038/27150.
- Garner, R. (2008). „NASA's Swift Catches Farthest Ever Gamma-Ray Burst”. NASA. Архивирано из оригинала 20. 05. 2020. г. Приступљено 3. 11. 2008.
- Gehrels, N.;  . (2004). „The Swift Gamma-Ray Burst Mission”. Astrophysical Journal. 611 (2): 1005—1020. Bibcode:2004ApJ...611.1005G. arXiv:astro-ph/0405233 . doi:10.1086/422091.
- Gehrels, N.;  . (2005). „A short gamma-ray burst apparently associated with an elliptical galaxy at redshift z=0.225”. Nature. 437 (7060): 851—854. Bibcode:2005Natur.437..851G. PMID 16208363. arXiv:astro-ph/0505630 . doi:10.1038/nature04142.
- Grupe, D.;  . (2006). „Jet Breaks in Short Gamma-Ray Bursts. I: The Uncollimated Afterglow of GRB 050724”. Astrophysical Journal. 653 (1): 462—467. Bibcode:2006ApJ...653..462G. arXiv:astro-ph/0603773 . doi:10.1086/508739.
- Guetta, D.; Piran, T. (2006). „The BATSE-Swift luminosity and redshift distributions of short-duration GRBs”. Astronomy and Astrophysics. 453 (3): 823—828. Bibcode:2006A&A...453..823G. arXiv:astro-ph/0511239 . doi:10.1051/0004-6361:20054498.
- Hakkila, J.;  . (2003). „How Sample Completeness Affects Gamma-Ray Burst Classification”. Astrophysical Journal. 582 (1): 320—329. Bibcode:2003ApJ...582..320H. arXiv:astro-ph/0209073 . doi:10.1086/344568.
- Horvath, I. (1998). „A Third Class of Gamma-Ray Bursts?”. Astrophysical Journal. 508 (2): 757. Bibcode:1998ApJ...508..757H. arXiv:astro-ph/9803077 . doi:10.1086/306416.
- Hjorth, J.;  . (2005). „GRB 050509B: Constraints on Short Gamma-Ray Burst Models”. Astrophysical Journal Letters. 630 (2): L117—L120. Bibcode:2005ApJ...630L.117H. arXiv:astro-ph/0506123 . doi:10.1086/491733. hdl:2299/1083.
- Hurley, K.; Cline, T.; Epstein, R. (1986). „Error Boxes and Spatial Distribution”.  Ур.: Liang, E.P.; Petrosian, V. AIP Conference Proceedings. Gamma-Ray Bursts. 141. American Institute of Physics. стр. 33—38. ISBN 978-0-88318-340-3.
- Hurley, K. (1992). „Gamma-Ray Bursts – Receding from Our Grasp”. Nature. 357 (6374): 112. Bibcode:1992Natur.357..112H. doi:10.1038/357112a0.
- Hurley, K. (2003). „A Gamma-Ray Burst Bibliography, 1973–2001” (PDF).  Ур.: Ricker, G.R.; Vanderspek, R.K. Gamma-Ray Burst and Afterglow Astronomy, 2001: A Workshop Celebrating the First Year of the HETE Mission. American Institute of Physics. стр. 153—155. ISBN 978-0-7354-0122-8. Архивирано из оригинала (PDF) 08. 08. 2020. г. Приступљено 16. 02. 2019.
- Hurley, K.;  . (2005). „An exceptionally bright flare from SGR 1806–20 and the origins of short-duration gamma-ray bursts”. Nature. 434 (7037): 1098—1103. Bibcode:2005Natur.434.1098H. PMID 15858565. arXiv:astro-ph/0502329 . doi:10.1038/nature03519.
- Katz, J.I. (2002). The Biggest Bangs. Oxford University Press. ISBN 978-0-19-514570-0.
- Klebesadel, R.;  . (1973). „Observations of Gamma-Ray Bursts of Cosmic Origin”. Astrophysical Journal Letters. 182: L85. Bibcode:1973ApJ...182L..85K. doi:10.1086/181225.
- Kochanek, C.S.; Piran, T. (1993). „Gravitational Waves and Gamma-Ray Bursts”. Astrophysical Journal Letters. 417: L17—L23. Bibcode:1993ApJ...417L..17K. arXiv:astro-ph/9305015 . doi:10.1086/187083.
- Kouveliotou, C.;  . (1993). „Identification of two classes of gamma-ray bursts”. Astrophysical Journal Letters. 413: L101. Bibcode:1993ApJ...413L.101K. doi:10.1086/186969.
- Lamb, D.Q. (1995). „The Distance Scale to Gamma-Ray Bursts”. Publications of the Astronomical Society of the Pacific. 107: 1152. Bibcode:1995PASP..107.1152L. doi:10.1086/133673.
- Lazzati, D. (2005). „Precursor activity in bright, long BATSE gamma-ray bursts”. Monthly Notices of the Royal Astronomical Society. 357 (2): 722—731. Bibcode:2005MNRAS.357..722L. arXiv:astro-ph/0411753 . doi:10.1111/j.1365-2966.2005.08687.x.
- Piran (2011). „Swift J1644+57: A White Dwarf Tidally Disrupted by a 10^4 M_{odot} Black Hole?”. The Astrophysical Journal. 743 (2): 134. Bibcode:2011ApJ...743..134K. arXiv:1106.0923 . doi:10.1088/0004-637x/743/2/134. |first1= захтева |last1= у Authors list (помоћ)
- Levan, A. J.;  . (2011). „An Extremely Luminous Panchromatic Outburst from the Nucleus of a Distant Galaxy”. Science. 333 (6039): 199—202. Bibcode:2011Sci...333..199L. PMID 21680811. arXiv:1104.3356 . doi:10.1126/science.1207143.
- MacFadyen, A.I.; Woosley, S. (1999). „Collapsars: Gamma-Ray Bursts and Explosions in "Failed Supernovae"”. Astrophysical Journal. 524 (1): 262—289. Bibcode:1999ApJ...524..262M. arXiv:astro-ph/9810274 . doi:10.1086/307790.
- MacFadyen, A.I. (2006). „Late flares from GRBs — Clues about the Central Engine”. AIP Conference Proceedings. 836: 48—53. Bibcode:2006AIPC..836...48M. doi:10.1063/1.2207856.
- Marani, G.F.;  . (1997). „On Similarities among GRBs”. Bulletin of the American Astronomical Society. 29: 839. Bibcode:1997AAS...190.4311M.
- Mazzali, P.A.;  . (2005). „An Asymmetric Energetic Type Ic Supernova Viewed Off-Axis, and a Link to Gamma Ray Bursts”. Science. 308 (5726): 1284—1287. Bibcode:2005Sci...308.1284M. CiteSeerX 10.1.1.336.4043 . PMID 15919986. arXiv:astro-ph/0505199 . doi:10.1126/science.1111384.
- „The Annihilating Effects of Space Travel”. The University of Sydney. 2012.
- McMonigal, Brendan; Lewis, Geraint F; O'Byrne, Philip (2012). „The Alcubierre Warp Drive: On the Matter of Matter”. Physical Review D. 85 (6): 064024. Bibcode:2012PhRvD..85f4024M. arXiv:1202.5708 . doi:10.1103/PhysRevD.85.064024.
- Meegan, C.A.;  . (1992). „Spatial distribution of gamma-ray bursts observed by BATSE”. Nature. 355 (6356): 143. Bibcode:1992Natur.355..143M. doi:10.1038/355143a0.
- Melott, A.L.;  . (2004). „Did a gamma-ray burst initiate the late Ordovician mass extinction?”. International Journal of Astrobiology. 3 (1): 55—61. Bibcode:2004IJAsB...3...55M. arXiv:astro-ph/0309415 . doi:10.1017/S1473550404001910. hdl:1808/9204.
- Meszaros, P.; Rees, M.J. (1997). „Optical and Long-Wavelength Afterglow from Gamma-Ray Bursts”. Astrophysical Journal. 476 (1): 232—237. Bibcode:1997ApJ...476..232M. arXiv:astro-ph/9606043 . doi:10.1086/303625.
- Metzger, B.;  . (2007). „Proto-Neutron Star Winds, Magnetar Birth, and Gamma-Ray Bursts”. AIP Conference Proceedings SUPERNOVA 1987A: 20 YEARS AFTER: Supernovae and Gamma‐Ray Bursters. 937. стр. 521—525. Bibcode:2007AIPC..937..521M. arXiv:0704.0675 . doi:10.1063/1.2803618.
- Mukherjee, S.;  . (1998). „Three Types of Gamma-Ray Bursts”. Astrophysical Journal. 508 (1): 314. Bibcode:1998ApJ...508..314M. arXiv:astro-ph/9802085 . doi:10.1086/306386.
- Nakar, E. (2007). „Short-hard gamma-ray bursts”. Physics Reports. 442 (1–6): 166—236. Bibcode:2007PhR...442..166N. CiteSeerX 10.1.1.317.1544 . arXiv:astro-ph/0701748 . doi:10.1016/j.physrep.2007.02.005.
- McCray, Richard;  . „Report of the 2008 Senior Review of the Astrophysics Division Operating Missions” (PDF). Архивирано из оригинала (PDF) 12. 5. 2009. г.
- „Very Large Array Detects Radio Emission From Gamma-Ray Burst” (Саопштење). National Radio Astronomy Observatory. 15. 5. 1997. Приступљено 4. 4. 2009.
- Nousek, J.A.;  . (2006). „Evidence for a Canonical Gamma-Ray Burst Afterglow Light Curve in the Swift XRT Data”. Astrophysical Journal. 642 (1): 389—400. Bibcode:2006ApJ...642..389N. arXiv:astro-ph/0508332 . doi:10.1086/500724.
- Paczyński, B.; Rhoads, J.E. (1993). „Radio Transients from Gamma-Ray Bursters”. The Astrophysical Journal. 418: 5. Bibcode:1993ApJ...418L...5P. arXiv:astro-ph/9307024 . doi:10.1086/187102.
- Paczyński, B. (1995). „How Far Away Are Gamma-Ray Bursters?”. Publications of the Astronomical Society of the Pacific. 107: 1167. Bibcode:1995PASP..107.1167P. arXiv:astro-ph/9505096 . doi:10.1086/133674.
- Paczyński, B. (1999). „Gamma-Ray Burst–Supernova relation”.  Ур.: M. Livio; N. Panagia; K. Sahu. Supernovae and Gamma-Ray Bursts: The Greatest Explosions Since the Big Bang. Space Telescope Science Institute. стр. 1—8. ISBN 978-0-521-79141-0.
- Pedersen, H.;  . (1986). „Deep Searches for Burster Counterparts”.  Ур.: Liang, Edison P.; Petrosian, Vahé. AIP Conference Proceedings. Gamma-Ray Bursts. 141. American Institute of Physics. стр. 39—46. ISBN 978-0-88318-340-3.
- Plait, Phil (2. 3. 2008). „WR 104: A nearby gamma-ray burst?”. Bad Astronomy. Приступљено 7. 1. 2009.
- Piran, T. (1992). „The implications of the Compton (GRO) observations for cosmological gamma-ray bursts”. Astrophysical Journal Letters. 389: L45. Bibcode:1992ApJ...389L..45P. doi:10.1086/186345.
- Piran, T. (1997). „Toward understanding gamma-ray bursts”.  Ур.: Bahcall, J.N.; Ostriker, J. Unsolved Problems in Astrophysics. стр. 343. Bibcode:1997upa..conf..343P.
- Podsiadlowski, Ph.;  . (2004). „The Rates of Hypernovae and Gamma-Ray Bursts: Implications for Their Progenitors”. Astrophysical Journal Letters. 607 (1): L17—L20. Bibcode:2004ApJ...607L..17P. arXiv:astro-ph/0403399 . doi:10.1086/421347.
- Pontzen, A.;  . (2010). „The nature of HI absorbers in GRB afterglows: clues from hydrodynamic simulations”. MNRAS. 402 (3): 1523. Bibcode:2010MNRAS.402.1523P. arXiv:0909.1321 . doi:10.1111/j.1365-2966.2009.16017.x.
- Prochaska, J.X.;  . (2006). „The Galaxy Hosts and Large-Scale Environments of Short-Hard Gamma-Ray Bursts”. Astrophysical Journal. 641 (2): 989—994. Bibcode:2006ApJ...642..989P. arXiv:astro-ph/0510022 . doi:10.1086/501160.
- Racusin, J.L.;  . (2008). „Broadband observations of the naked-eye gamma-ray burst GRB080319B”. Nature. 455 (7210): 183—188. Bibcode:2008Natur.455..183R. PMID 18784718. arXiv:0805.1557 . doi:10.1038/nature07270.
- Reddy, F. (28. 4. 2009). „New Gamma-Ray Burst Smashes Cosmic Distance Record” (Саопштење). NASA. Приступљено 16. 5. 2009.
- Ricker, G.R.; Vanderspek, R.K. (2003). „The High Energy Transient Explorer (HETE): Mission and Science Overview”.  Ур.: Ricker, G.R.; Vanderspek, R.K. Gamma-Ray Burst and Afterglow Astronomy 2001: A Workshop Celebrating the First Year of the HETE Mission. American Institute of Physics Conference Series. 662. стр. 3—16. Bibcode:2003AIPC..662....3R. doi:10.1063/1.1579291.
- Reichart, Daniel E. (1998). „The Redshift of GRB 970508”. Astrophysical Journal Letters. 495 (2): L99—L101. Bibcode:1998ApJ...495L..99R. arXiv:astro-ph/9712100 . doi:10.1086/311222.
- Rykoff, E.;  . (2009). „Looking Into the Fireball: ROTSE-III and Swift Observations of Early GRB Afterglows”. Astrophysical Journal. 702 (1): 489—505. Bibcode:2009ApJ...702..489R. arXiv:0904.0261 . doi:10.1088/0004-637X/702/1/489.
- Sari, R; Piran, T; Narayan, R (1998). „Spectra and Light Curves of Gamma-Ray Burst Afterglows”. Astrophysical Journal Letters. 497 (5): L17. Bibcode:1998ApJ...497L..17S. arXiv:astro-ph/9712005 . doi:10.1086/311269.
- Sari, R; Piran, T; Halpern, JP (1999). „Jets in Gamma-Ray Bursts”. Astrophysical Journal Letters. 519 (1): L17—L20. Bibcode:1999ApJ...519L..17S. arXiv:astro-ph/9903339 . doi:10.1086/312109.
- Schilling, Govert (2002). Flash! The hunt for the biggest explosions in the universe. Cambridge University Press. ISBN 978-0-521-80053-2.
- „Gamma-Ray Flash Came from Star Being Eaten by Massive Black Hole”. Science Daily. ScienceDaily LLC. 16. 6. 2011. Приступљено 19. 6. 2011.
- Simić, S.;  . (2005). „A model for temporal variability of the GRB light curve”.  Ур.: Bulik, T.; Rudak, B.; Madejski, G. Astrophysical Sources of High Energy Particles and Radiation. American Institute of Physics Conference Series. 801. стр. 139—140. Bibcode:2005AIPC..801..139S. doi:10.1063/1.2141849.
- Stanek, K.Z.;  . (2006). „Protecting Life in the Milky Way: Metals Keep the GRBs Away” (PDF). Acta Astronomica. 56: 333. Bibcode:2006AcA....56..333S. arXiv:astro-ph/0604113 .
- Stern, Boris E.; Poutanen, Juri (2004). „Gamma-ray bursts from synchrotron self-Compton emission”. Monthly Notices of the Royal Astronomical Society. 352 (3): L35—L39. Bibcode:2004MNRAS.352L..35S. arXiv:astro-ph/0405488 . doi:10.1111/j.1365-2966.2004.08163.x.
- Thorsett, S.E. (1995). „Terrestrial implications of cosmological gamma-ray burst models”. Astrophysical Journal Letters. 444: L53. Bibcode:1995ApJ...444L..53T. arXiv:astro-ph/9501019 . doi:10.1086/187858.
- „TNG caught the farthest GRB observed ever”. Fundación Galileo Galilei. 24. 4. 2009. Архивирано из оригинала 24. 5. 2012. г. Приступљено 25. 4. 2009.
- van Paradijs, J.;  . (1997). „Transient optical emission from the error box of the gamma-ray burst of 28 February 1997”. Nature. 386 (6626): 686. Bibcode:1997Natur.386..686V. doi:10.1038/386686a0.
- Vedrenne, G.; Atteia, J.-L. (2009). Gamma-Ray Bursts: The brightest explosions in the Universe. Springer. ISBN 978-3-540-39085-5.
- Vietri, M.; Stella, L. (1998). „A Gamma-Ray Burst Model with Small Baryon Contamination”. Astrophysical Journal Letters. 507 (1): L45—L48. Bibcode:1998ApJ...507L..45V. arXiv:astro-ph/9808355 . doi:10.1086/311674.
- Virgili, F.J.; Liang, E.-W.; Zhang, B. (2009). „Low-luminosity gamma-ray bursts as a distinct GRB population: a firmer case from multiple criteria constraints”. Monthly Notices of the Royal Astronomical Society. 392 (1): 91—103. Bibcode:2009MNRAS.392...91V. arXiv:0801.4751 . doi:10.1111/j.1365-2966.2008.14063.x.
- Wanjek, Christopher (4. 6. 2005). „Explosions in Space May Have Initiated Ancient Extinction on Earth”. NASA. Приступљено 15. 9. 2007.
- Watson, D.;  . (2006). „Are short γ-ray bursts collimated? GRB 050709, a flare but no break”. Astronomy and Astrophysics. 454 (3): L123—L126. Bibcode:2006A&A...454L.123W. arXiv:astro-ph/0604153 . doi:10.1051/0004-6361:20065380.
- Woosley, S.E.; Bloom, J.S. (2006). „The Supernova Gamma-Ray Burst Connection”. Annual Review of Astronomy and Astrophysics. 44 (1): 507—556. Bibcode:2006ARA&A..44..507W. CiteSeerX 10.1.1.254.373 . arXiv:astro-ph/0609142 . doi:10.1146/annurev.astro.43.072103.150558.
- Wozniak, P.R.;  . (2009). „Gamma-Ray Burst at the Extreme: The Naked-Eye Burst GRB 080319B”. Astrophysical Journal. 691 (1): 495—502. Bibcode:2009ApJ...691..495W. arXiv:0810.2481 . doi:10.1088/0004-637X/691/1/495.
- Zhang, B.;  . (2009). „Discerning the physical origins of cosmological gamma-ray bursts based on multiple observational criteria: the cases of z = 6.7 GRB 080913, z = 8.2 GRB 090423, and some short/hard GRBs”. Astrophysical Journal. 703 (2): 1696—1724. Bibcode:2009ApJ...703.1696Z. arXiv:0902.2419 . doi:10.1088/0004-637X/703/2/1696.
- Vedrenne, G.; Atteia, J.-L. (2009). Gamma-Ray Bursts: The brightest explosions in the Universe. Springer. ISBN 978-3-540-39085-5.
- Chryssa Kouveliotou; Stanford E. Woosley; Ralph A. M. J., ур. (2012). Gamma-ray bursts. Cambridge: Cambridge University Press. ISBN 978-0-521-66209-3.

## Spoljašnje veze
- Klisović, Jadranka: Astrofizičar Mimica: Lažna uzbuna iz NASA-e o otkriću bljeska gama zraka- NASA demantirala samu sebe, Tris, 29. svibnja 2014, O “izboju gama zraka” u galaksiji M31 i NASA-inom satelitu Swift, automatskoj svemirskoj zvjezdarnico posvećenoj otkrivanju i promatranju izboja gama zraka

GRB prateći programi